# Kardos Róbert (színművész)
Kardos Róbert (Budapest, 1969. október 4. –) magyar színész, szinkronszínész.

## Élete és pályafutása
1988-ban érettségizett a IV. kerületi Dolgozók Általános Iskolája és Gimnáziumában. A középiskola után az Arany János Színház stúdiójában tanult. A főiskolára harmadik próbálkozásra vették fel. 1992-1996 között a Színház- és Filmművészeti Főiskola hallgatója volt. 1996-1998 között a Miskolci Nemzeti Színház tagja volt, majd 1998-2001 között szabadfoglalkozású. 2001-2014 között a Bárka Színház társulatában dolgozott. 2014 óta a tatabányai Jászai Mari Színház tagja.

## Fontosabb színházi szerepei
- Spiró György: Az Imposztor (Skribiński) – 2016/2017
- Kiss Csaba: Nappalok És Éjszakák (Dorn Doktor, Vidéki Orvos) – 2016/2017
- Székely Csaba: Kutyaharapás (Berkovics, Ezredes, Berkovics, Ezredes, Berkovics, Ezredes, Berkovics, Ezredes) – 2016/2017
- Arthur Miller: A Salemi Boszorkányok (Hale Tiszteletes ) – 2015/2016
- Háy János: Házasságon Innen, Házasságon Túl (Ügyvéd, (Gábor) – 2015/2016
- Parti Nagy Lajos : Molière: Tartuffe (Cléante) – 2015/2016
- Szabó Borbála: Vicces Királykisasszony? (Szereplő) – 2014/2015
- Georges Feydeau: A hülyéje (Crépin Vatelin) – 2014/2015
- William Shakespeare: Vízkereszt Vagy Amit Akartok (Fábián, Olívia Háznépének Tagja) – 2014/2015
- Forgách András: Legyetek Jók, Ha Tudtok! (Fülöp Atya) – 2014/2015
- Presser Gábor – Sztevanovity Dusán – Horváth Péter: A Padlás (Barrabás, B., Révész) – 2014/2015
- Biljana Srbljanović: Barbelo, Avagy Kutyákról És Gyerekekről (Marko) – 2013/2014
- Vinnai András: Pizza Kamikaze (Szereplő, Szereplő) – 2013/2014
- Oleg Presznyakov – Vlagyimir Presznyakov: Európa-Ázsia (Elvis Ii.) – 2013/2014
- Alternatív Stand Up (Szereplő) (Rendező) – 2013/2014
- Szabó Borbála: Nincsenapám, Seanyám (Apa) – 2013/2014
- Kszel Attila: Hetedhét (Földműves, Nagyon Nagy Medve, Hedad Sejk, Druida) – 2012/2013
- Sven Delblanc: Álarcosbál (Gustaf Mauritz Armfelt) – 2012/2013
- Kia Corthron: Kérem Vigyázzanak, Az Ajtók Záródnak! (Ollie) – 2012/2013
- Tasnádi István: A Harmadik Hullám (Tanár) – 2012/2013
- Szabó Borbála: A Teljes Tizedik Évad (Ernő, Közgazdász, Negyven Körül – Erika Férje) – 2011/2012
- Dorota Maslowska: Lángoló Kerékpár (Rendező) – 2011/2012
- Michael West: Szabadesés (Denis) – 2011/2012
- Ray Bradbury: Fahrenheit 451 (Montag) – 2010/2011
- Dinyés Dániel – Szabó Borbála: Párkák (Haplusz, Grüllé Öreg Barátja) – 2010/2011
- Gyarmati Kata – Kokan Mladenović – Arisztophanész: Igazság (Szereplő) – 2010/2011
- Jon Fosse: Őszi Álom (Férfi ) – 2009/2010
- Howard Barker: Victory (Ball, Lovag) – 2009/2010
- Esterházy Péter: Harminchárom Változat Haydn-Koponyára (Rosenbaum) – 2009/2010
- Lars Von Trier – Christian Lollike: Dogville (Csák- Chuck) – 2009/2010
- Győrei Zsolt – Schlachtovszky Csaba: Drakula Vajda, Mátyás Királynak Rabja (Mátyás Király) – 2008/2009
- Doug Wright: De Sade Pennája (Monsieur Prouix, Neves Építész) – 2008/2009
- Ödön von Horváth: Istentelen Ifjúság (A tanár ) – 2008/2009
- Vasárnap Nem Temetünk (Szereplő) – 2007/2008
- Anton Pavlovics Csehov: Sirály (Szemjon Szemjonovics Medvegyenko) – 2007/2008
- Spiró György – Másik János: Ahogy Tesszük 2007 (Haver) – 2007/2008
- Osztrovszkij: Vihar (Szavel Prokofjics Gyikoj, Kalmár, Tekintélyes Polgár A Városban) – 2006/2007
- Shakespeare: Szentivánéji Álom ( Zuboly, Piramus , Mesterember) – 2006/2007
- Kurt Weill – Bertolt Brecht: Koldusopera (Leprás Mátyás, ) – 2006/2007
- Friedrich Dürrenmatt: A Vak (Színész) – 2005/2006
- Sybille Berg: Helge Élete (Helge Apja) – 2004/2005
- John Millington Synge: A Nyugat Hőse (Jimmy Farrel) – 2004/2005
- Witold Gombrowicz: Operett (Fior Mester) – 2003/2004
- Weöres Sándor: Theomachia (A Kúrészek) – 2003/2004
- Shakespeare: Rómeó És Júlia (Escalus, Verona Hercege) – 2003/2004
- Anton Pavlovics Csehov: Három Nővér (Szoljonij Vaszilij Vasziljevics, Százados) – 2002/2003
- Holdfény (Jake ) – 2002/2003
- Tadeusz Slobodzianek: Ilja Próféta ( A második , Később Római Katona) – 2002/2003
- Molnár Ferenc: A Pál Utcai Fiúk (Rácz Tanár Úr) – 2001/2002
- Spiró György: Fogadó A Nagy Kátyúhoz (Liliomfi (Szilvai Gyula), Színész) – 2001/2002
- Luigi Pirandello: Hat Szereplő Szerzőt Keres (Hősszerelmes ) – 2001/2002
- Harold Pinter: Hazatérés (Lenny ) – 2001/2002
- A Vészmadár (Olasz Imre, Képviselő) – 2001/2002
- Egressy Zoltán: Kék, Kék, Kék (Totó) – 2001/2002
- John Arden: Élnek, Mint A Disznók (Szereplő) – 1995/1996
- Anton Pavlovics Csehov: Cseresznyéskert (Szereplő) – 1995/1996

## Film- és tévészerepei
- Minden rendben (2025)
- A renitens (2024)
- Lefkovicsék gyászolnak (2024)
- Ida regénye (2022)
- Háttérzene szorongáshoz (2021)
- Mellékhatás (2020)
- Foglyok (2019)
- Ízig-vérig (2019)
- Remélem legközelebb sikerül meghalnod :-) (2018)
- Kincsem (magyar romantikus kalandfilm, 2017)
- Holnap Tali! (2017)
- Parti Nagy Lajos-Molière: Tartuffe (2016)
- Munkaügyek (2015–2017)
- Válótársak (2015)
- Ketten Párizs ellen (2015)
- Free Entry (magyar játékfilm, 2014)
- Együtt (magyar kisjátékfilm, 2012)
- Hacktion: Újratöltve (2012)
- Társasjáték (2011-2012)
- Zárt ajtók (magyar filmetűd, 2010)
- Cathrine Magánélete (magyar kisjátékfilm, 2010)
- Született lúzer (magyar vígjáték sorozat, 2007)
- Az elsőszülött (magyar kisjátékfilm, 2007)
- Palika leviszi a szemetet (magyar kísérleti film, 2005)
- Magyar vándor (2004)
- Az ügynök élete (magyar dokumentumfilm, 2004)
- Fekete kefe (magyar vígjáték, 2004)
- Tea (magyar vígjáték sorozat, 2002)
- Papsajt (magyar játékfilm, 2001)
- Velem mindig történik valami (magyar ifj. filmsorozat)

## Díjai és kitüntetései
- Legjobb férfi mellékszereplő (POSZT, 2000)
- Színészi különdíj (Kaposvári Ifjúsági Színházi Szemle)
- Ararát-díj (Az évad legjobb férfi alakítása, Bárka, 2013)